# To U
『to U』（トゥー・ユー）は、日本のバンド・Bank Bandの1枚目のシングル（Bank Band with Salyu名義）。2006年7月19日にトイズファクトリーより発売された。

## 概要
通常盤のみの1形態で発売。紙ジャケット仕様となっている。表題曲はBank Bandとしては初となるオリジナル楽曲で、Salyuとのコラボレーションとなっている。また、表題曲では作詞を櫻井和寿が、作曲を小林武史が担当しており、Mr.Children名義の作品で作曲が櫻井と小林の共作である楽曲は存在するものの、それぞれを2人が分担する組み合わせは今回が初となる。
本作の収益はap bankの活動資金に充てられる。
アートディレクターは丹下紘希が担当。ジャケットの裏面には「このジャケットは再生紙を利用しています。汚れたり、よれたりしても製品に問題はありません。触ってあげてください。」と記載されている。

## 収録曲
- プロデュース：小林武史

1. to U / Bank Band with Salyu [7:12]
  - 作詞：櫻井和寿 / 作曲：小林武史 / 編曲：Bank Band

TBS系報道番組『筑紫哲也 NEWS23』テーマソング[4]（2005年3月28日 - 2008年3月28日）。筑紫哲也や番組スタッフがデモを聴き、曲の世界観と番組のテーマが合致していることから採用に至った[5]。発表当時の音源は現在のものと僅かに異なっている。
2004年11月に開催されたBank Bandのライブ『BGM Vol.2 〜沿志奏逢』の大阪公演の際に小林が櫻井にメロディーを聴かせ作詞を依頼。翌年明けに歌詞が完成したという[6]。
歌詞が出来る前はSalyuが単独で仮歌を歌っていたが、小林はこの曲を複数のシンガーで歌うことを想定していたため、その雛型として櫻井とSalyuのデュエット形式となった[7]。実際、野外音楽フェスティバル『ap bank fes』の最後には当日の出演者ほぼ全員で歌うことが多く、『ap bank fes』のコンセプトソングにもなっている[5]。
タイトルの "U" は "YOU"（あなた）と "Universe"（宇宙）のダブルミーニングである[8]。櫻井は「to you」と書いた際に「自分以外の誰かに届けようとするあたたかさみたいなものを、または、押しつけがましさみたいなものを、その字面に感じたんだと思う」といい、「多分、自分の中ではこの歌は、誰かに発信しているようだけど、どこかでこう自分が言って欲しかった言葉を言ってるみたいなところがあるから、〔中略〕もうちょっと記号的なもの、本当に誰かに宛ててのメッセージよりも、つぶやきに近いような、『U』っていう記号がすごくしっくり来た」「ap bankでこの曲をやることで、更に広がりを持っていくのかなあと思った」と語っている[9]。
歌詞については、櫻井がap bankに関わっていく中で感じたことのほか、新潟県中越地震やスマトラ島沖地震に影響されて書いたという[6]。また、サビの「頑張らなくてもいいよ」というフレーズに関しては、「もう既に頑張っている人に『頑張って』とは言えない」「『あなたが頑張ってるのは当然認めていますよ』という隠れメッセージ」であり[10]、頑張らなくても辛い現状から抜け出して楽しい時間が訪れるという「遠回しの励まし」でもあるとのこと[11]。
ミュージック・ビデオが制作されており、櫻井と小林とSalyuが出演している。監督は丹下紘希が務めた[12]。メッセージ性の強い歌詞をふまえた飾りこみ過ぎないシンプルな構成となっている[13]。
2. 生まれ来る子供たちのために / Bank Band [5:16]
  - 作詞・作曲：小田和正 / 編曲：Bank Band

1st配信限定シングル。初CD化。
オフコースの楽曲のカバー。
日本テレビ系『ドラマ・コンプレックス』終戦六十年スペシャルドラマ『火垂るの墓 -ほたるのはか-』エンディングテーマ[14]。
小林は「『to U』のカップリングとして何がふさわしいのか、という事を凄く大事にしたかった」と語っている[15]。
3. to U (Piano Version) / Bank Band [7:41]
  - 作曲：小林武史

ピアノとストリングスによるインストゥルメンタルとなっている。小林のソロアルバム『WORKS I』にも収録された。

## 別バージョン

### to U (Salyu version)
Salyuの2枚目のアルバム『TERMINAL』およびベスト・アルバム『Merkmal』に、Salyuがソロで歌唱しアレンジが変更された「to U (Salyu version)」が収録されている。なお、『TERMINAL』では「to U (Salyu Ver.)」と表記されている。
また、玉置浩二が「玉置浩二ショー」で演奏した音源が、玉置浩二 × Salyu Ver.としてトリビュート・アルバム『grafting』に収録されている。

### to U (Tokyo Metro version)
2017年に東京メトロ「Find my Tokyo.」キャンペーン「茅場町 気風がよくなる」篇CMソングに起用され、「to U (Tokyo Metro version)」としてアレンジをア・カペラに近いものに変更し櫻井和寿とSalyuにより新たに歌い直された。アレンジについてSalyuは「『to U』という楽曲のメロディが一般的に定着した今だからこそできるアレンジ」と述べている。
このバージョンは、2018年4月4日に発売された小林武史のコンピレーション・アルバム『Takeshi Kobayashi meets Very Special Music Bloods』に収録されている。

### to U -PROTECT "to U" version-
ap bankが新型コロナウイルス感染症 (COVID-19) 拡大防止の支援施策として、保健、福祉、行政、医療周辺、教育系施設向けにマスクを寄付する新プロジェクト「PROTECT "to U"」の一環として、2020年5月8日にap bankのYouTube公式チャンネルにてBank Band with Salyuによる「to U -PROTECT "to U" version-」の映像が公開された。これは新型コロナウイルスと向き合う医療従事者や、状況に不安な思いを抱えている人たちに向けて制作されたもので、リモートセッションによって撮影が行なわれた。監督は袴田晃司 (bloomotion) が担当。
小林は「Bank Bandのみんなも町内会の有志みたいに集まってくれた。こんな時期に協力してくれたスタッフや、人との接触が避けられない仕事に従事されている方々、そしてなにより医療の現場でがんばってくれている人たちに感謝します。また、聴いていただいたみなさんにとってこれが何らかの力になることを願ってます」とコメントしている。

## 参加ミュージシャン
| to U - 櫻井和寿：Vocal, Guitar - Salyu：Vocal - 小林武史：Keyboards - 山木秀夫：Drums - 美久月千晴：Bass - 古川昌義：Guitar - 山本拓夫：Saxophone - 四家卯大：Cello - 沖祥子：Violin - 伊勢三木子：Violin - 四家卯大ストリングス：Strings to U (Piano Version) - 小林武史：Piano - 四家卯大ストリングス：Strings - 安達練：Computer Programming | to U (Salyu version) - Salyu：Vocal - 小林武史：Keyboards - 四家卯大：Cello to U (Tokyo Metro version) - 櫻井和寿：Vocal - Salyu：Vocal - 小林武史：Keyboards - 安達練：Programming to U -PROTECT "to U" version- - 小林武史：Keyboards - 櫻井和寿：Vocal, Chorus - 小倉博和：Guitar - 亀田誠治：Bass - 河村“カースケ”智康：Drums - 山本拓夫：Sax - 四家卯大：Cello - 沖祥子：Violin - Salyu：Vocal, Chorus |

## テレビ出演
| 番組名                        | 日付           | 放送局     | 演奏曲                     |
| ----------------------------- | -------------- | ---------- | -------------------------- |
| 筑紫哲也 NEWS23               | 2005年5月2日   | TBS        | to U                       |
| ミュージックステーション      | 2006年7月21日  | テレビ朝日 | to U                       |
| 筑紫哲也 NEWS23               | 2006年7月24日  | TBS        | to U                       |
| 僕らの音楽                    | 2006年7月28日  | フジテレビ | to U                       |
| 僕らの音楽                    | 2006年7月28日  | フジテレビ | 生まれ来る子供たちのために |
| 音楽の日                      | 2021年3月11日  | TBS        | 花の匂い                   |
| 音楽の日                      | 2021年3月11日  | TBS        | はるまついぶき             |
| 音楽の日                      | 2021年3月11日  | TBS        | to U                       |
| 音楽の日                      | 2021年3月11日  | TBS        | forgive                    |
| 音楽の日                      | 2021年7月17日  | TBS        | to U                       |
| 音楽の日                      | 2021年7月17日  | TBS        | forgive                    |
| SONGS                         | 2021年9月30日  | NHK総合    | 糸                         |
| SONGS                         | 2021年9月30日  | NHK総合    | 奏逢 〜Bank Bandのテーマ〜 |
| SONGS                         | 2021年9月30日  | NHK総合    | 東京協奏曲                 |
| SONGS                         | 2021年9月30日  | NHK総合    | to U                       |
| 第63回 輝く! 日本レコード大賞 | 2021年12月30日 | TBS        | to U                       |

## ライブ映像作品
| 曲名                       | 作品名                                                 |
| -------------------------- | ------------------------------------------------------ |
| to U                       | ap bank fes '05                                        |
| to U                       | ap bank fes '06                                        |
| to U                       | Mr.Children HOME TOUR 2007                             |
| to U                       | ap bank fes '07                                        |
| to U                       | ap bank fes '08                                        |
| to U                       | ap bank fes '09                                        |
| to U                       | ap bank fes '10                                        |
| to U                       | ap bank fes '12 Fund for Japan                         |
| 生まれ来る子供たちのために | →「 生まれ来る子供たちのために#ライブ映像作品 」を参照 |

## 収録アルバム
- 『TERMINAL』 (#1) - 「to U (Salyu Ver.)」として収録。
- 『沿志奏逢2』 (#1)
- 『Merkmal』 (#1) - 「to U (Salyu version)」として収録。また、初回限定盤Bのみ原曲バージョンも収録。
- 『WORKS I』 (#3)
- 『Takeshi Kobayashi meets Very Special Music Bloods』 (#1) - 「to U (Tokyo Metro version)」として収録。
- 『沿志奏逢4』 (#1)
- 『grafting』 (#1) - 玉置浩二 × Salyu Ver.として収録。